# Orectognathus hystrix
Orectognathus hystrix är en myrart som beskrevs av Taylor och George Hines Lowery, Jr. 1972. Orectognathus hystrix ingår i släktet Orectognathus och familjen myror. Inga underarter finns listade i Catalogue of Life.